# 李宏基
李宏基（り こうき、英: Peter Wang-Kei Lei、1922年3月29日 - 1974年7月23日）は、香港のカトリック聖職者。1973年からカトリック香港司教を務めた。

## 生涯
1922年3月29日に中華民国広州に生まれ、1945年から1952年まで香港仔華南大神学校で神学と哲学を専攻した。1952年7月6日に司祭に叙階され、その後は西貢の小神学校で教えた。1961年に聖神修院の副学長となり、彼は香港カテドラル（en:Cathedral of the Immaculate Conception）の主任司祭（1961年 - 1968年、1970年 - 1971年）などを務めた。
1969年、香港教区司教総代理に選ばれるとともに、聖神神学校院長に就いた。その後、1971年7月3日に香港教区補佐司教に指名され、同年9月8日に司教叙階を受けた。1973年に徐誠斌司教が亡くなると香港司教に任命され、翌1974年4月22日に香港カテドラルで着座式が行われた。同年7月23日、52歳で心臓病により亡くなった。